# Castelo (Moimenta da Beira)
Castelo is een plaats (freguesia) in de Portugese gemeente Moimenta da Beira en telt 315 inwoners (2001).